# Епархия Наньчэна
Епархия Наньчэна (лат. Dioecesis Nancemensis) — епархия Римско-Католической церкви c центром в городе Наньчэн, Китай. Епархия Наньчэна входит в митрополию Наньчана.

## История
29 ноября 1932 года Римский папа Пий XI издал бреве, которым учредил апостольскую префектуру Цзянчанфу, выделив его из апостольского викариата Юйцзяна (сегодня — Епархия Юйцзяна).
13 декабря 1938 года апостольская префектура Юйцзяна была преобразована в апостольский викариат Наньчэна.
11 апреля 1946 года Римский папа Пий XII издал буллу Quotidie Nos, которой преобразовал апостольский викариат Наньчэна в епархию.

## Ординарии епархии
- епископ Patrick Cleary (21.07.1933 — 23.10.1970);
  - Sede vacante (c 23.10.1970 года по настоящее время).

## Источник
- Annuario Pontificio, Libreria Editrice Vaticana, Città del Vaticano, 2003
- Бреве Ecclesiae universae, AAS 25 (1933), стр. 232]  (лат.)
- Булла Quotidie Nos, AAS 38 (1946), стр. 301  (лат.)